# Josef Röhrig
Josef Röhrig (Colonia, 28 de febrero de 1925 - Colonia, 12 de febrero de 2014) fue un entrenador y jugador de fútbol alemán que jugó en la demarcación de centrocampista.

## Biografía
Josef Röhrig hizo su debut como futbolista en 1941 a los 16 años de edad con el VfL Köln 99. Jugó durante dos temporadas en el club, hasta 1943, cuando hizo un parón en su carrera deportiva en plena guerra. En 1950 el FC Colonia le contrató y con este club fue subcampeón de la Copa de Alemania en 1954 y del Campeonato alemán de fútbol en 1960. Tras diez años en el equipo, Röhrig se retiró como futbolista a los 35 años de edad. En 1970 fue fichado por el 1. FC Colonia II como entrenador durante esa temporada.
Josef Röhrig falleció el 12 de febrero de 2014 a los 88 años de edad en Colonia.

## Selección nacional
Jugó un total de 12 partidos con la Selección de fútbol de Alemania Occidental entre 1950 y 1956, marcando dos goles.

## Clubes

### Como futbolista
| Club        | País                | Año         |
| ----------- | ------------------- | ----------- |
| VfL Köln 99 | Alemania nazi       | 1941 - 1943 |
| FC Colonia  | Alemania Occidental | 1950 - 1960 |

### Como entrenador
| Club             | País                | Año         |
| ---------------- | ------------------- | ----------- |
| 1. FC Colonia II | Alemania Occidental | 1970 - 1971 |